# Obce Finska
Obce Finska (finsky kunta, švédsky kommun) jsou základní územní správní celky a zároveň i nejmenší samosprávné celky Finska. Obce spravují celou řadu obecních záležitostí jako jsou místní školy, zdravotnictví nebo zásobování vodou. K jejich kompetencím však nenáleží údržba silnic, navrhování zákonů, ani nemají vlastní policejní sbory. Tyto záležitosti spravuje finská ústřední vláda. Obce spravují volená obecní zastupitelstva (kunnanvaltuusto, kommunfullmäktige), které jsou samosprávnými institucemi, zodpovědnými pouze svým voličům. Počet zastupitelů je závislý na počtu obyvatel dotyčné obce nebo města. Nejnižší (9) má Sottunga, nejvyšší (85) mají Helsinky. Starostové měst (kaupunginjohtaja, stadsdirektör) a obcí (kunnanjohtaja, kommunsdirektör) jsou civilní zaměstnanci jmenovaní zastupitelstvem. Z historických důvodů se starosta Helsinek označuje jako ylipormestari (česky „primátor“, doslova „nadstarosta“).
K roku 2021 je ve Finsku 309 obcí, z toho 107 měst. Počet obcí se dlouhodobě postupně snižuje, v roce 1957 bylo například ve Finsku 549 obcí. Velké slučování proběhlo v roce 2009, kdy se počet obcí zmenšil o 67. Nejméně obyvatel (114) má Sottunga, nejvíce (574 104) mají Helsinky (30. 11. 2008). Rozloha území finských měst a obcí velice kolísá, protože základním kritériem pro ustavení obce je počet obyvatel. Nejrozsáhlejší území mají obce v řídce zalidněném Laponsku, z nichž je největší obec Inari (17 333,89 km²). Nejmenší rozlohu území mají naopak velmi malá města. Kauniainen, které je zcela obklopeno městem Espoo, má rozlohu pouhých 6,01 km².
Někdy dochází k situacím, kdy se obec jmenuje podle jedné z jejích místních částí, která má méně obyvatel než místní část s nejvíce obyvateli, což se stalo například v Inari. V některých případech, jako je to mu například u Janakkaly se dokonce takto nejmenuje žádná její část. U venkovských obcí je její středisko často nazýváno kirkonkylä (kostelní/církevní ves).
Do roku 1977, kdy došlo k reformě, se obce rozdělovaly na města (kaupunki, stad), městysy (kauppala, köping) a venkovské obce (maalaiskunta, landskommun). Městysy pak byly přeměněny v města. Od roku 1995 není rozdíl mezi městy a obcemi, přičemž se za město označuje obec, která si to přeje.
Nejmenší územní jednotkou nad obcemi jsou okresy (seutukunta, ekonomisk region), následují provincie (maakunta, landskap), které mají zejména historický a kulturní význam.